# 李大晉
李大晉（1539年—？），字伯康，號太宇，貴州清平衛官籍，福建建寧府崇安縣人，明朝政治人物。

## 生平
嘉靖四十年（1561年）辛酉科貴州鄉試第十名舉人，隆慶五年（1571年）辛未科三甲第一百十八名進士。戶部觀政，授宜賓縣知縣，同年丁父憂歸。服闋，萬曆四年（1576年）起為臨川縣知縣，五年（1577年）調襄城縣知縣，七年（1579年）改溫州府通判，十年（1582年）升隨州知州，十四年（1586年）升重慶府同知。

## 家族
曾祖李純，教諭；祖父李夔，南京刑部員外郎，贈都察院左僉都御史；父李佑，都察院左僉都御史。母白氏（贈恭人）；繼母呂氏（封恭人）。弟李大復、李大有、李大益、李大頤。